# 1887年南方大彗星
1887年南方大彗星（Great Southern Comet of 1887），正式命名為C/1887 B1，是一顆1887年肉眼可見的彗星。由於其非凡的亮度，它被認為是大彗星之一。
天文學家後來的計算顯示這顆彗星是一顆克魯茲族彗星。它於1877年1月11日到達近日點（最接近太陽中心的位置），距離0.00483天文單位（72.3萬公里），速度為606.1公里/秒。由於太陽的半徑為696,000公里，因此彗星距離太陽表面約27,000公里。
這顆彗星的一個奇怪的特徵是，天文學家對彗核進行的觀察很少（如果有的話）。因此，一些較古老的天文文獻將彗星稱為“無頭奇蹟”。

## 發現
1887年1月19日，天文學家約翰·梅肯·湯姆（John Macon Thome）在阿根廷科爾多瓦正式發現這顆彗星，當時它位於天鶴座。然而，威廉·亨利·芬利（William Henry Finlay）的信件表明，它也可能是1月18日首先在南非布勞堡（Bloubergstrand）被發現看到的。
在天文學家發現時，這顆彗星已經在一周前經過近日點，而它距離地球最近的時間則是在1886年12月22日（被發現的一個月之前），當時它的距離地球為0.57天文單位（8,500萬公里）。

## 觀測歷史
這顆彗星視星等達到了一等，並在一月剩餘時間裡被南半球的天文學家廣泛觀測。1月22日，芬利將其描述為一條“蒼白狹窄的光帶，相當筆直”，長度約為 35 度，但無法辨別彗星頭部。1月23日，湯姆記錄到尾巴長度超過40度，但正如其他觀察者所說，他找不到彗星核心。1月27日，C. 托德記錄稱，看到彗星的頭部像“彌散狀星雲”，但注意到頭部和尾部之間出現斷裂（可能代表尾部斷開事件）。
1月30日，約翰·特布特（John Tebbutt）在新南威爾士州溫莎最後一次看到彗星。